# 若月みいな
若月 みいな（わかつき みいな、1995年1月19日 - ）は、日本の元AV女優。
旧芸名、若槻みづな。

## 略歴・人物
2015年にAVデビュー。デビューの経緯は「ノリと勢い」。いやだったらすぐにやめるつもりだったが、みんなで作品を作り上げる撮影現場に達成感を感じ継続している。
キャリアも長く、2022年には演技力もあり様々な対応ができるという点から2日間にわたる大型VR作品にも出演した。
2020年11月、ゲオTVアダルトニュースメディアMANGOで実施された「本当は誰にも教えたくない、私だけのお気に入りAV女優アンケート」において、「あなたの新しいオナペット候補5人」のうちの1名に選ばれた。
2021年1月、ゲオTVアダルトニュースメディアMANGO 爆乳AV女優ランキング（2021年版）にて、第8位を獲得。
2022年9月24日に神田明神ホールで行われたAsia Pacific Collectionではセックスワーカーを代表するひとりとしてランウェイを歩く。
2023年5月15日週FANZA動画フロアランキングにおいて、出演した『【祝春ギフト】【福袋】超絶大ヒット人気タイトル厳選ノーカット収録!15作品で35時間!まるごと2130分大収録!乳首びんびんどすけべ痴女BEST!!』（発売：かつお物産/妄想族）が1位を記録。
2023年5月22日週FANZA動画フロアランキングにて、出演した『BAZOOKA 冬の大感謝セール コスパ最強ノーカットベスト爆乳限定2749分』（BAZOOKA）が1位を記録。
同年12月1日、業界でできることはやりきったこと、新しい挑戦の前に区切りをつけたいことを理由に、AV女優引退を発表。なおすでに2023年中は作品撮りをしておらず、イベントのみの活動であった。

## 人物
趣味・特技は美容、おしゃべり、韓流。身長やスリーサイズは媒体によって変動があり、東京スポーツ紙面では「身長169センチ、B99(Iカップ)・W66・H97」。2021/3/7 Twitterにて本人が再測定。[B101.W66.H99]となっている

## 作品

### イメージDVD
- Miina 大きなアイで包んで（2019年6月20日、Rebecca）※Blu-ray 同時発売
- Miina2 草原のラブラブアイランド（2022年8月18日、Rebecca）※Blu-ray 同時発売

### 「若槻みづな」名義

#### 2015年
- E-BODY専属デビュー もっちもち肌の幼妻（9月13日、E-BODY）
- 絶頂74回！！ 濡れた肉厚若妻 激イキ4本番（10月13日、E-BODY）
- 敏感おっぱいHカップ 私乳首が感じちゃうんです ボイン若槻みづなBOX（12月1日、ABC/妄想族）
- 痩せなかったら返金します!? 挑発!ザーメン発射にコミットする巨乳インストラクター (12月3日、グローリークエスト)

#### 2016年
- 湯けむり近親相姦 母子入浴交尾（2月1日、VENUS）
- ホス狂い爆乳看護師若槻みづながドMいいなりメス奴隷に変わる瞬間（2月5日、クリスタル映像）
- そのレイヤー、爆乳につき… 狙われたア●メイト前の上京娘！（2月19日、チェリーズ）
- Hカップ若妻不倫旅行 (2月26日、First Star)
- 魔少年たちの巨乳奥様狩り 11 (3月4日、クリスタル映像)
- 大失禁。～上品ぶってる淫乱奥様のみっともないビショ濡れ交尾～ (3月7日、VENUS)
- 時間が止まる腕時計で無反応だった女が生ハメしたら突然痙攣絶頂！中出しをせがまれ時間も止まらなくなった！(4月7日)
- 魅惑のテクニックで連続射精＆射精後亀頭責めで男の潮吹きっ!!出過ぎちゃって困る!!コレが噂の(ヤレる)回春マッサージ 2 (4月8日、LEO)
- 中年おやじサークル中出しオフ会 7 (4月8日、クリスタル映像)
- 弾丸美巨乳フェティシズム (4月8日、ケイ・エム・プロデュース/BAZOOKA)
- マスターベーションインストラクション 8 アナタだけの理想のカノジョ編 (4月21日、ROCKET)
- アメリカンビッチガールIII (5月6日、クリスタル映像)
- セクシャルダイナマイトヒロイン20 魔装の邪悪な誘惑 (6月10日、ZENピクチャーズ)
- 「お願い!ここでして!」田舎暮らしの人妻はスリルを求めて止まらへん。久しぶりに見た近所の若チ〇ポに辛抱できず、旦那が家の中に居るのに玄関先や屋外で声を殺してハメ狂う!野外でドキドキしてハメるから余計燃え盛ってしもたんやわ (7月7日、SWITCH)
- 地元プールの水泳教室の参加者は僕1人だけ…。競泳水着のハミ乳ハミ尻のインストラクターのマンツーマン指導で大興奮！水着ズラしてヌルッとチ○コ挿入したら膝ガクしまくりながらイキ乱れた! (7月8日、V&R PRODUCE)
- 定年退職してヒマになったドスケベ義父の嫁いぢり (7月19日、VENUS)
- 若槻みづなの爆乳劇場 Hcup! 98cm (8月1日、プラネットプラス)
- ROCKET8周年記念作品マイクロビキニでドキッ!巨乳20人!水泳大会2016（8月6日、ROCKET）※ Blu-ray 同時発売 (5000枚限定)
- 神乳 100cm 天然ホルスタインの爆乳介護ヘルパー (8月7日、桃太郎映像出版)
- 巨乳レズソープファイト 2（8月13日、ROCKET）
- 近親相姦中出しソープ 初めての熟女風俗、指名したら母ちゃんだった (9月13日、VENUS)
- 誘惑 (ハート) 美容室 (9月30日、ドリームチケット)
- はだかの家政婦 全裸家政婦紹介所 (10月1日、プラネットプラス)
- 女の惨すぎる瞬間 麻薬捜査官拷問 女捜査官 FILE 36 (10月13日、Baby Entertainment)
- 女子社員のドデカップ胸チラに興奮しちゃった俺 (11月10日、アキノリ)
- 巨乳レズビアン～同性結婚～ (11月13日、U&K)
- オイルまみれデカパイ変態女 (11月17日、グローリークエスト)
- お姉さんの爆乳が卑猥過ぎて秒殺で悩殺!! (12月7日、unfinished)
- 婦人科健診で揉まれまくってねとられた巨乳嫁 (12月8日、JET映像)
- ハーレムすけべ椅子キ◯タマ責め (12月22日、ROCKET)

#### 2017年
- 義妹にレズられた人妻 ～妻の事情、知らぬは夫ばかりなり～ (1月1日、U&K)
- 町内会の温泉旅行に参加したら、欲求不満な奥様14人と男は僕1人だけ。（1月25日、マドンナ）
- 淫語社長とM男 (2月3日、OFFICE K'S)
- SODロマンス×フランス書院 原作 神瀬知巳 かわいい未亡人～バレンタインデーは兄嫁と一晩中～ (2月16日、SODクリエイト)
- ガチンコ全裸女子レスリング 2 53Kg級編（2月16日、ROCKET）
- マイクロビキニでドキッ!巨乳20人!水泳大会2016 No,1セールス記念完全版 (2月16日、ROCKET)
- 近所に引っ越して来た人妻が…巨乳だった件で (3月10日、タカラ映像)
- デカ尻爆乳のセックスレス妻が集まるママさんバレー!見学にやってきた新入部員の旦那を練習の合間に隠れて誘惑!自ら腰を振り勝手にイキまくる! 3 (3月10日、V&R PRODUCE)
- デカ尻ボインでムッチムチ!! (4月1日、MARRION)
- うっかりノーブラで油断しちゃったソソる美乳奥様に辛抱たまらずオッパイ鷲掴み!初めは怒った奥様も着衣愛撫でビンビンになった僕のチ○ポをうっかりタッチ!そのまま一発ハメさせてもらっちゃいました!! (4月6日、SOSORU×GARCON)
- 脱ぎ捨てたブラの圧倒的存在感 (4月14日、バルタン)
- 「あっ!ナマで入っちゃった!」 凄テクオイル素股でチ○ポをマ○コに擦りつけてたら思わずフル勃起からの生挿入! 本番禁止のはずなのに生中出しSEXまでしちゃった4人の爆乳美人デリヘル嬢（4月20日、グローリークエスト）
- 欲求不満の巨乳アラサー女子だらけの女性専用シェアハウスに男はボクひとり!?上京し受験のために姉の家に泊めてもらったら、そこは女性専用シェアハウス。しかも婚期に焦りを感じている巨乳アラサー女子ばかり!（5月7日、Hunter）
- 「ダメだよ動いちゃ!!今、先っぽ挿っちゃったよ!!」 素股でヌルっと生挿入! 突然出来た義理の姉はとても頭が良くて優しいけど超巨乳でセクシー過ぎる!!しかもいつも無防備だから大きな胸の谷間や乳輪、透け乳首が見えて、童貞のボクは毎日勃起!!ある日、勃起している見られてしまい「マズい!」と思ったけど正直に話したら優しいお姉ちゃんはひくどころか童貞のボクを不憫に思い「擦り付けるだけだったら…いいよ」とまさかの素股OK!! 擦り付けていたらお姉ちゃんのアソコが濡れ出し腰の動きも早くなってきた!!調子にのってボクも腰を動かしたらヌルヌルズボ!!で、まさかの生挿入!!「ダメ!挿っちゃってるよ!」って普通は言うけど気持ちよすぎてもうどうにも止まりません!とにかく無我夢中で激しく腰をふり続け結局、我慢できずに何度も何度も中出ししちゃいました!でも優しいお姉ちゃんはこんなボクを笑顔で許してくれました!!（5月19日、Hunter）
- ネトラレーゼ 妻がイカレタ若社長に脅され寝取られた話し。 (5月25日、タカラ映像)
- 真面目で堅物なP○A会長が生徒にやさしく童貞筆おろし (6月1日、アイエナジー)
- 巨乳な人妻のナマ着替えを覗いていたら 奥さんのほうから窓ガラスにデカパイ押し付けて誘惑してきた! 2（6月9日、SCOOP）
- 超絶テクで射精無制限!淫らな痴女が絡みつく中出し逆3Pクラブ （6月13日、Fitch）
- 入寮したら男は僕一人ぼっちだった (6月15日、アキノリ)
- お、お義父さまやめて下さい…。息子は恋敵 旦那に隠れてハメまくる絶倫ドS義父 寝取られ近親相姦 (7月25日、ビッグモーカル)
- 「オレのほうが絶対気持ちいいに決まってる!」 同居し始めた息子と優しいデカ乳嫁との淡白なSEXを見て対抗心芽生えた義父が果てる息子を横目に強制生挿入! 憧れの柔らかなオッパイを本能のままに堪能! 旦那では味わえない激ピストンに悶絶絶頂する嫁に何度も中出し!（6月9日、V&R PRODUCE）
- 疼く身体を持て余し凸してくるDQN団地妻たちに強制勃起させられちゃった俺 (8月10日、アキノリ)
- 久しぶりに実家に帰って来たら妊娠に悩む2人のデカ乳姉が!フル勃起が止まらないウブな童貞弟を豊満オッパイで圧迫しながら強制生挿入!夢の近親相姦3PSEXで何度も中出しさせられる! (8月11日、V&R PRODUCE)
- 爆乳に成長した同級生と1泊2日のハーレム中出し同窓会 (9月1日、Fitch)  ※「AV OPEN 2017」女優部門 エントリー作品
- 「ナマ」という言葉に異常反応する隣の敏感妻 旦那にバレないように寝取る! (NTR) (9月1日、ビッグモーカル)  ※「AV OPEN 2017」企画部門 エントリー作品
- フリーダム学園 巨乳だらけの水泳部 女子の力が強い水泳部に入部した男子が受ける地獄のシゴキ (9月1日、フリーダム)  ※「AV OPEN 2017」マニア部門 エントリー作品
- ノーブラで僕を誘惑する隣に引っ越してきたエッチな巨乳奥さん (9月7日、グローリークエスト)
- 突然出来た家族が裸族で困ってます!! 喜ばしい事に母親が再婚してボクに新しい家族が出来た!でも困った事にその義父と義姉はガチの裸族なんです!一緒に住み始めてしばらくはボクに遠慮していたみたいで服を着ていたのですが、ある日、突然服を着ることを止めてしまったんです!とっても美人の義姉のオッパイやお尻が毎日見れて大興奮!! アソコも丸見えで堪らずフル勃起！そんなボクの事情も知らずに、ボクにも裸族を勧めてくるので渋々全裸になったのはいいけど、速攻で勃起がバレて義姉にからかわれる始末…。毎日毎日義姉の裸を見せられてボクも我漫の限界!義姉に作った料理の味見を頼まれたり、マッサージを頼まれたり、義姉に密着したどさくさに粉れて強引に挿入しちゃいました!!しかも、めちゃくちゃ気持ち良くて何度も中出ししてしまいました!（9月7日、ゴールデンタイム）
- 若槻みづな 8時間 SPECIAL COLLECTION (9月8日、クリスタル映像) ※単体ベスト
- 双子レズビアン～エロ姉妹入れ替わりレズセックス～（9月13日、U＆K）
- 誘惑接吻レズビアン 若妻は義理の妹に女同士でしか味わえない快楽を手ほどきする (9月21日、ヒビノ)
- 鬼縛 'きばく'8 (9月29日、MAD)
- 巨乳専門 逆7P性感エステ（10月7日、OPPAI）
- ベロCHUマート (10月19日、ROCKET)
- 買い物帰りの突然の雨にノーブラ&パツパツシャツで慌てて男子トイレに飛び込んできたソソる奥様!どしゃぶりで外に出る事もできない2人の微妙な瞬間…ムラムラ勃起してきたボクに気付いた奥様は体を拭いてあげると言いながら股間を触ってきて…!? (10月19日、SOSORU×GARCON)
- 「ダメ、抜かないでそのまま突いて…そのまま出して」一度中出しを許してしまった家庭教師は絶倫チ○コを目の前に一体どうなってしまうのか??カニバサミロックで何度も連続中出しを強要!連続射精!! (10月20日、DOC)
- このたびウチの妻（30）がパート先のバイト君（20）にねとられました…→くやしいのでそのままAV発売お願いします。 (10月25日、JET映像)
- ねっとり濃密デカ乳遊戯 (11月1日、プラネットプラス)
- 「お願いだから1回だけ…」高齢なのに旦那よりバキバキに反り返る勃起チ○ポの義父を見て子宮が疼くセックスレス妻!本気汁垂れ流しで絶対秘密の逆夜這い! 3 (11月10日、V&R PRODUCE)
- スライム媚薬風呂でネバネバ拘束 (12月21日、ROCKET)

#### 2018年
- 爆乳ムチムチ妻の下品なマラ喰い肉欲生活 (1月1日、プラネットプラス)
- 子供が欲しいデカ乳人妻たちが住むマンションに引っ越してきたのは童貞の大学生!愛液垂らしっぱなしの欲求不満妻たちが優しく筆おろし生挿入!母性溢れるオッパイ激揺れさせながら何度も中出し懇願!2 (2月9日、V&R PRODUCE)
- 奇縄 囚われの女 (2月19日、バミューダ/妄想族)
- 子供が欲しいデカ乳嫁が旦那とのSEXレス解消のためにソープマットを購入!マイクロビキニ姿で待ち構え玄関を開けるとまさかの旦那の父が!憧れの巨乳嫁にヌルヌルローションで揉み心地の良いおっぱいを堪能するとフル勃起!肌が触れ合う素股までのつもりがヌルッと生挿入!息子に負けない子宮口直撃ピストンでイキまくる嫁に何度も中出し!3 (3月9日、V&R PRODUCE)
- 激イキ!!ガクガク痙攣!!ソソる固定バイブブルマ女教師 (3月21日、SOSORU×GARCON)
- マングリード 6 熟女編（5月18日、サルトル映像出版）

### 「若月みいな」名義

#### 2018年
- パートちゃん。発育良すぎ… Hカップ みいな コーヒーショップ勤務の「むっちむち」「爆乳」「ドM」三拍子揃ったメガネ地味主婦、店長と絶賛不倫中（6月25日、ビッグモーカル）
- 「私も子供が欲しい！」保育園で働くデカ乳保母さんが同僚の男に悩みを相談！妊娠願望強すぎて母性溢れるオッパイでまさかの授乳手コキ！萎え知らずの若いチ●ポを自ら挿入しデカ乳激揺れさせながら何度も中出し懇願!2 (7月13日、V&R PRODUCE)
- 「私、やっぱりお義父さんのことが好き…」ご無沙汰デカ乳妻が旦那に隠れて義父と濃厚ベロキスしながら密着中出しSEX! (7月13日、V&R PRODUCE)
- 全身地味コーデの人妻ほど、派手に乱れるギャップが堪らない。 出会い系アプリで見つけたメガネ巨乳妻 みいなさん 31歳 【推定Iカップ】(8月7日、マドンナ)
- これから…温泉で妻のカラダを…上司に預けます… (8月30日、タカラ映像)
- 母娘同時近親相姦 母×息子、娘×父親、仲良し家族が同時に禁断マ○コに孕ませ中出し（9月20日、ROCKET）
- 高飛車巨乳探偵 絶望の卑劣拷問 (10月7日、シネマジック)
- ママさんバレー帰りの義母の発汗したハイレグブルマ尻！勃起した息子のチ○ポを見て火照りだしたカラダは理性保てず馬乗り生挿入！4 (10月12日、V&R PRODUCE)
- 美乳から爆乳までおっぱい揺れまくり!!ヌルテカバレーボール実業団 (11月9日、ケイ・エム・プロデュース/BAZOOKA)
- 【公然羞恥】ピチピチ着衣巨乳で接客させられたバイト娘 (11月22日、アキノリ)

#### 2019年
- 肉感!OL倶楽部～爆乳OLみいなさんのパツパツスーツとヤリすぎグラマラススタイル～ (2月7日、下半身タイガース/妄想族)
- 満員バスで人妻のボインが僕の体に密着して即反応しちゃった。勃起したチ○コが奥さんの股間にぶち当たってくるので性欲が引火してしまい思わず握りしめていた奥さん。他の乗客がいるのに車内で立ったまんま挿入させられて超興奮!! (3月21日、SWITCH)
- ママ友6人のボイン!母が居る横で息子とパパをドキドキ挑発6SEX!わざと胸の谷間を目の前で見せつけヤラれるように仕向けるむっつりヤリマン奥様達の誘惑 (4月11日、SWITCH)
- 肉感!OL倶楽部4～セクハラ派遣のお仕事・レンタルOL みいな（Iカップ）～ (5月7日、下半身タイガース/妄想族)
- 濡れ肌接吻・温泉旅館レズビアン 同性愛に火照る淫らなカラダ (5月23日、ヒビノ)
- 爆乳ママの息子溺愛セックス (7月9日、ムチムッチ/マザー)
- 寝取られおっぱいNTR 自慢の巨乳嫁が俺の友達に揉みまくられて中出しまでされていた (7月13日、VENUS)
- 年の差レズエステ 四十路人妻連続アクメ Vol.4 イっても止めないエンドレス絶頂 (7月15日、ピーターズMAX)
- 「もう…声出ちゃう…」父の横で眠るスーツ姿のご無沙汰デカ乳義母に欲情した息子が決死の覚悟で夜這い!膣奥突かれた瞬間に目覚めた義母は喘ぎ声を押し殺しながら悶絶絶頂! (8月9日、V&R PRODUCE)
- ぶっかけ爆乳デカ尻秘書は社員を誘惑する変態ドスケベ痴女 (9月7日、WEEKENDER)
- ママシ●タ実話 (9月19日、グローリークエスト)
- HYPER FETISH ハイレグいやらしクィーン (10月7日、デジタルアーク)
- 爆乳ムチムチアスリート女子 (10月15日、ムチムッチ/マザー)
- 精子が溜まっちゃうから悪いことしちゃうんでしょ?可愛い巨乳彼女の無制限射精生活 (10月24日、アキノリ)
- ねっとり乳揉み痴漢で堕ちていく巨乳女教師NTR (11月7日、JET映像)
- ママシ〇タ!ボイン!友達のママのデカすぎるおっぱいでムギゅーされた僕。性欲全開ママは何も知らない僕のチ〇コにイタズラ弄びマ〇コを吸いつかせイキまくる (11月21日、SWITCH)
- お色気P●A会長＆悩殺女教師と悪ガキ生徒会 (11月21日、グローリークエスト)
- 乳首びんびんドスケベ介護士 爆乳グラマラスボディ淫乱スネーク痴女 (12月25日、かつお物産/妄想族)

#### 2020年
- 仮面グラマラス痴女 (1月1日、OFFICE K'S)
- ボイン大好きしょう太くんのHなイタズラ (3月5日、グローリークエスト)
- ドラレコNTR12 車載カメラは見ていたねとられの一部始終を (3月7日、JET映像)

#### 2021年
- おしっこ114連発 98人（9月2日、グローリークエスト）

## 写真集
- WET NUDE POSE BOOK - ぐっしょり濡らしちゃいました!!（2018年8月1日、ワニブックス）
- ぐるっとまわせる！原寸大おっぱい図鑑3D（2019年2月4日、一迅社　撮影：須崎祐次、監修：安田理央）‐Iカップモデル[9]

## 出演

### テレビ
- どぶろっくと山岸逢花の ＃やらかしジャッジメント（2022年1月20日、27日、2月2日 ‐ 23日、3月2日 ‐23日 、刺激ストロングチャンネル）やらかしガール